# Deutschvölkische Reichspartei
Die Deutschvölkische Reichspartei (DVRP) war eine völkische Kleinpartei, die bei der Reichstagswahl im Dezember 1924 einzig im Wahlkreis Baden kandidierte, ohne ein Mandat zu erhalten.
Initiator der Partei war Arnold Ruge, ein Philosoph und vormaliger Privatdozent der Heidelberger Universität, dem nach einer antisemitischen Rede 1920 die Lehrerlaubnis wegen Beleidigung des Rektors der Universität und ihres Lehrkörpers entzogen worden war. Ruge zog nach München, wo er unter anderem im Deutschvölkischen Schutz- und Trutzbund aktiv war und in Kontakt zur NSDAP stand. Anfang 1923 distanzierte er sich von der NSDAP, nicht jedoch von Hitler. Den Nationalsozialisten warf Ruge vor, sie hätten durch ein Bündnis mit der DNVP die wahren völkischen und antikapitalistischen Gebote verraten; zudem sei Hitler von „Abschaum“ umgeben.
Nach Verbüßung einer Haftstrafe in Bayern kehrte Ruge im Sommer 1924 nach Baden zurück, wo er Kontakt zu Nationalsozialisten und Völkischen suchte, die die Führung der Nationalsozialistischen Freiheitspartei (NSFP) ablehnten. Die NSFP, ein Bündnis aus Nationalsozialisten und Völkischen, diente der nach dem Hitlerputsch verbotenen NSDAP als Ersatzorganisation. Unterstützung fand Ruge im Raum Karlsruhe, wo sich ihm unter anderem Robert Roth und Willi Worch anschlossen.
Nach der überraschenden Auflösung des Reichstags am 21. Oktober 1924 sicherte Gregor Strasser, Vertreter der Nationalsozialisten in der Reichsführerschaft der NSFP, Ruge die Spitzenkandidatur im Wahlkreis Baden zu. Trotz eines Weisungsrechtes konnte sich Strasser nicht gegen den NSFP-Landesverband durchsetzen. Ein NSFP-Flugblatt bezeichnete Ruge als „Verräter“, der „als politischer Demagoge und Phantast bis zur Lächerlichkeit bekannt“ sei.
Bei der Reichstagswahl im Dezember 1924 trat die DVRP nur im Wahlkreis Baden an; Kandidaten waren Ruge und Roth. Auf die DVRP entfielen 3405 Stimmen; sie blieb damit mit 0,3 % in Baden hinter der NSFP zurück, die hier 1,9 % erreichte. Überdurchschnittliche Ergebnisse erzielte die DVRP in Nordbaden im Dreieck zwischen den Städten Karlsruhe, Mannheim und Wertheim sowie in den südbadischen Amtsbezirken Emmendingen und Lörrach. In Roths Heimatgemeinde Liedolsheim votierten 35,9 % der Wähler für die DVRP, in den nahegelegenen Orten Linkenheim und Staffort waren es 9,0 % beziehungsweise 14,5 %.
Roth und Worch schlossen sich der NSDAP nach deren Wiederzulassung 1925 an; Worch wurde später NSDAP-Kreisleiter für Karlsruhe; Roth war ab 1930 Reichstagsabgeordneter der Nationalsozialisten. Eine Zusammenarbeit mit Ruge lehnte Hitler noch Ende 1932 schroff ab.